# Успенка (Конотопський район)
Успе́нка (до 1918 року — Велике Неплюєве) — село в Україні, в Конотопському районі Сумської області. Населення становить 1885 осіб. До 2017  орган місцевого самоврядування — Успенська сільська рада.

## Географія
Село Успенка розташоване на березі річки Куриця, неподалік від її витоків, нижче за течією село Воскресенка.
На річці декілька загат.
Через село пролягає автомобільний шлях Т 1916.

## Історія
- Виникло в 1732 році[1].
- За даними на 1862 рік у власницькому селі Велике Неплюєве (Успенське) Путивльського повіту Курської губернії мешкало 3406 осіб (1685 чоловіків та 1721 жінка), налічувалось 390 дворових господарств, існувала православна церква[2].
- Станом на 1880 рік у колишньому власницькому селі, центрі Великонеплюївської волості, мешкало 3686 осіб, налічувалось 675 дворових господарств, існували православна церква, богодільня, 5 лавок, постоялий двір, 34 вітряних млина, цегельний завод[3].
- Успенська богадільня (шпиталь). Сільський шпиталь на 8 осіб у с. Велике Неплюєве перебував у відомстві МВС. Був відкритий 1863 року для старих, нездатних до праці місцевих жителів різної статі, де їм надавалося для життя тепле приміщення. Шпиталь розміщувався у приватному будинку. Нужденні з проханнями про поселення там мали звертатися до сільського старости. Богадільня ця утримувалася на кошти волості. У ній доглядалося 8 осіб чоловічої та жіночої статі.
- 1918 рік, село перейменовують на Успенка.
- Село постраждало внаслідок геноциду українського народу, проведеного урядом СССР 1932—1933 та 1946–1947 роках[4], встановлено смерті 69 людей[5].
- 26 листопада 2018 року, проведено ремонт дороги по вулиці Шкільній.
- 22 листопада 2019 року, в Успенці почала працювати аптека.
- 12 червня 2020 року, відповідно до розпорядження Кабінету Міністрів України № 723-р «Про визначення адміністративних центрів та затвердження територій територіальних громад Сумської області», село увійшло до складу Буринської міської громади[6].
- 19 липня 2020 року, в результаті адміністративно-територіальної реформи та ліквідації Буринського району, увійшло до складу новоутвореного Конотопського району[7].
- 11 жовтня 2020 року, ремонт дороги по вулиці 40 років Перемоги (нині вулиця Перемоги).
- 31 липня 2021 року, за підтримки фермерського господарства "Едельвейс-2007" здійснено асфальтування центральної частини села.
- 8 серпня 2021 року, на день села відкрито спортивний майданчик зі штучним покриттям.
- 24 серпня 2021 року, на нещодавно відкритому спортивному майданчику зі штучним покриттям відбувся турнір з міні-футболу серед ветеранських команд.
- 5 вересня 2021 року, на спортивному майданчику зі штучним покриттям відбувся турнір з міні-футболу серед аматорських команд приурочений Дню визволення Буринщини від нацистів.
- 16 жовтня 2021 року, на спортивному майданчику зі штучним покриттям відбувся турнір з міні-футболу серед аматорських команд.
- 11 травня 2023 року - фермерське господарство « СФГ Ладуха В.Б.» провело грейдерування доріг на вулицях Успенки.
- 2 липня 2023 року -  Успенська команда з футболу зайняла 2 місце на благодійному турнірі із міні-футболу у м. Буринь
- З 9 до 22 липня 2023 року відбулися ігри відкритої першості Попівської сільської територіальної громади з міні-футболу, на яких команда футболістів із Успенки стала переможцем.
- 17 жовтня 2023 року - на спортивному майданчику зі штучним покриттям у селі Успенка відбувся відкритий турнір з міні-футболу серед дівочих команд, присвячений пам’яті захисника України, загиблого героя-односельця Олександра Скрипки.
- 6 травня 2025 року, команда села Успенка посіла 3 місце на відкритому турнірі із міні-футболу.

## Політика

### Парламентські вибори, 2019
На позачергових парламентських виборах 2019 року у селі функціонувала окрема виборча дільниця № 590087, розташована у приміщенні будинку культури.
Результати
- зареєстровано 1149 виборців, явка 52,39%, найбільше голосів віддано за «Слугу народу» — 40,89%, за Всеукраїнське об'єднання «Батьківщина» — 32,71%, за «Опозиційну платформу — За життя» — 8,01%[8]. В одномандатному окрузі найбільше голосів отримав Віктор Ладуха (Всеукраїнське об'єднання «Батьківщина») — 58,28%, за Максима Гузенка (Слуга народу) — 27,03%, за Анатолія Кобзаренка (самовисування) і Валентина Бондаренка (Голос) — по 2,87%[9].

## Соціальна сфера
- Школа.
- Будинок культури.
- Дитячий садок.

## Пам'ятки та культура

Братська могила радянських воїнів

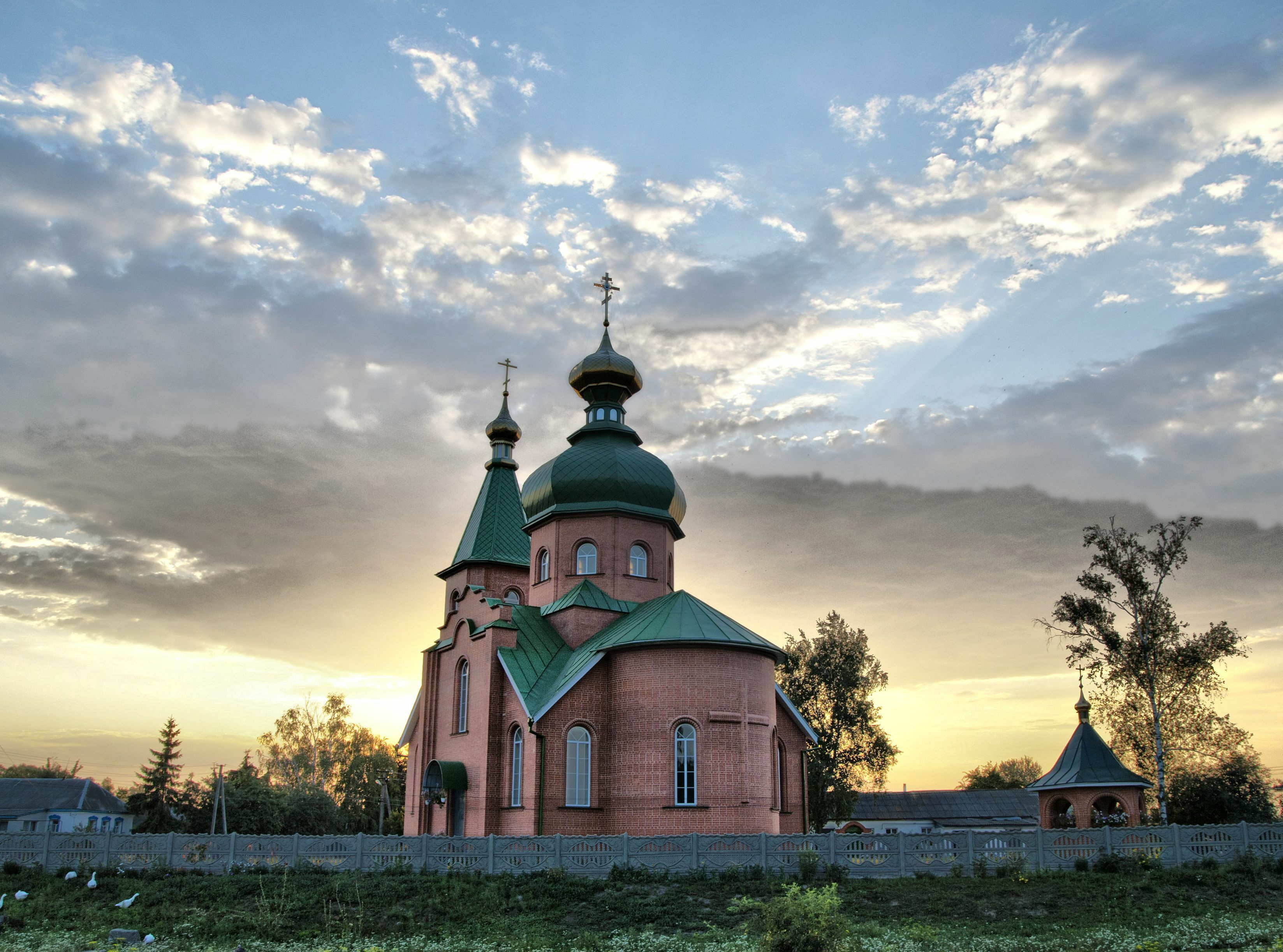
Церква в Успенці

- У селі знайдені залишки раньослов'янського поселення і могильник черняхівської культури. Тут відкопано 1600 поховань IV-VII століття.
- Курський міщанин І. А. Золотарьов 1812 року брав участь у закладанні саду поміщиків Головіних у їх маєтку в с. Велике Неплюєве Путивльського повіту, для чого приготував понад тисячу дволітніх саджанців яблунь та груш різних сортів.
- Фольклорно-етнографічний колектив сільського Будинку культури носить звання народного.

## Відомі особистості
В поселенні народився:
- Головинський Гай Петрович (1926—1945) — молодший сержант Робітничо-селянської Червоної Армії, учасник німецько-радянської війни, Герой Радянського Союзу (1945).
- Волкогон Віталій Васильович (1955) — мікробіолог, доктор біологічних наук, член-кореспондент НААНУ, заслужений діяч науки і техніки України, Лауреати Державної премії України в галузі науки і техніки[10].
- Гладушка Роман Миколайович (1981–2023) — український військовик, учасник російсько-української війни[11].
- Волкогон Сергій Анатолійович (1984–2022) — український військовик, учасник російсько-української війни[12].
- Бондаренко Микола Михайлович (1949-2023 — український художник-графік, майстер екслібриса та книжкової графіки. Заслужений діяч мистецтв України (2019).